# 4-甲氧基白藜芦醇
4-甲氧基白藜芦醇（英語：4-Methoxyresveratrol）是一种芪类化合物，存在于传统中草药闭苞买麻藤（学名：Gnetum cleistostachyum）中。